# روبرت ليستير
روبرت ليستير هو شخصية أعمال كندي، ولد في 1783، وتوفي في 12 يوليو 1807.